# Chris Smith (cestista 1999)
Sean Christian Smith, detto Chris (Chicago, 24 dicembre 1999), è un cestista statunitense.